# Enith Salón Marcuello
Enith Salón Marcuello (Montcada, 24 de setembre de 2001) és una futbolista valenciana, que juga com a portera al Servette. Formà part del planter del València des dels 11 anys, debutant al primer equip el 2019.